# Formica curiosa
Formica curiosa é uma espécie de formiga do gênero Formica, pertencente à subfamília Formicinae.